# Xanthesma clara
Xanthesma clara är en biart som först beskrevs av Exley 1974.  Xanthesma clara ingår i släktet Xanthesma och familjen korttungebin. Inga underarter finns listade i Catalogue of Life.

## Bildgalleri

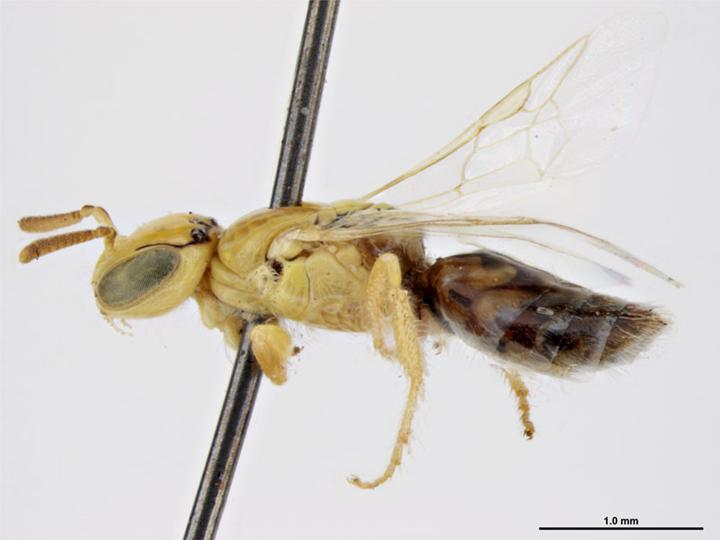
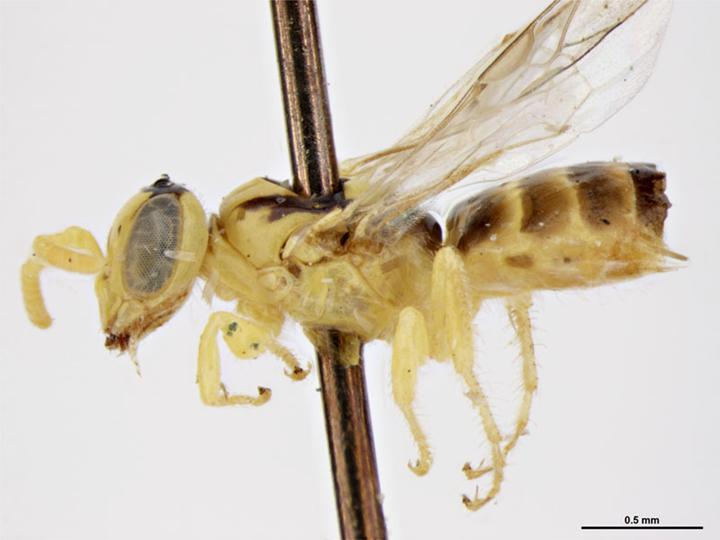